# 乳酪熱狗
起司熱狗是一種把乳酪或加工乳酪，放在熱狗上或夾在裡面當餡料的熱狗。

## 乳酪種類
在美國，常用切達起司或美式乳酪的乳酪片或乳酪絲融化後放在熱狗上。也會用其它種類的乳酪，如：奶油乳酪 和瑞士乳酪。 乳酪可以放在麵包或熱狗香腸上，也可以將乳酪作成香腸內餡或者放在切開的熱狗中間。

## 麵包種類
通常會用傳統熱狗麵包，有時也會用切片的吐司麵包或普通麵包。

## 種類

### 康尼熱狗
乳酪澆在辣醬熱狗（chili dogs）或康尼島熱狗（Coney Island hot dogs）。例如辛辛那提乳酪康尼（Cincinnati Cheese Coney）就是用切達乳酪絲製成的康尼熱狗。

### Francheezie

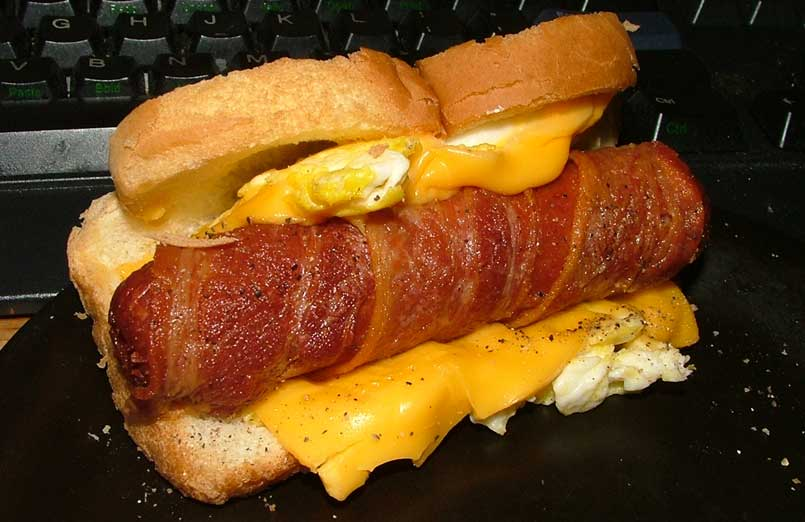
加乳酪的危險熱狗（danger dog）

芝加哥的廉價餐館通常會販售一種類似危險熱狗（danger dog）的Francheezie。把超大熱狗從中切開，填滿切達乳酪（或Velveeta乳酪），用培根包住熱狗後油炸，再用吐司包起來吃。

### 乳酪通心粉熱狗
熱狗加上乳酪通心粉的變化版。

### 魯賓熱狗
魯賓熱狗是再熱狗上加一系列的魯賓三明治配料，例如：粗鹽醃牛肉、德式酸菜、瑞士乳酪和俄式沙拉醬。

### 西雅圖熱狗
西雅圖式熱狗有時稱為西雅圖熱狗， 是熱狗加奶油乳酪，在華盛頓州西雅圖地區很受歡迎。

### 瑞士式乳酪熱狗
「瑞士雪納瑞（Swiss schnauzer ）」是一種地區性的變化版熱狗，用德國油煎香腸配瑞士乳酪和德式酸菜。加州的聖地牙哥把這種熱狗稱為Swiener，熱狗加上拉可雷特乳酪，塞進挖空的法式長棍麵包。

### 德克薩斯湯米
德克薩斯湯米是一種加培根和乳酪的熱狗。

## 延伸閱讀
- Paulas, Rick. . KCET Television. April 18, 2012  [August 17, 2012]. （原始内容存档于2012-08-19）. |url-status=和|dead-url=只需其一 (帮助) （页面存档备份，存于）
- DeMere, Camille. . CBS New York. July 4, 2012  [August 17, 2012]. （原始内容存档于2018-05-10）. （页面存档备份，存于）
- Parsons, Dana. . Los Angeles Times. November 15, 1995  [August 3, 2012]. （原始内容存档于2013-02-07）.
- Danahey, Mike. . Chicago Sun-Times. June 7, 2012  [August 16, 2012]. （原始内容存档于2013-02-07）. （页面存档备份，存于）
- . CBS Chicago. June 8, 2012  [August 16, 2012]. （原始内容存档于2013-07-28）. （页面存档备份，存于）
- . The Dallas Morning News.   [August 16, 2012]. （原始内容存档于2016-03-04）. （页面存档备份，存于）
- Mercuri, Becky (2007). The Great American Hot Dog Book. Gibbs Smith. ISBN 9781423600220 Accessed August 3, 2012.
- . The Food Channel.   [August 16, 2012]. （原始内容存档于2016-12-19）. （页面存档备份，存于）

## 外部連結
- . Seriouseats.com. October 2, 2009  [August 3, 2012]. （原始内容存档于2014-04-19）. （页面存档备份，存于）
- Cheese dogs at Google images